# Heiteren
Heiteren é uma comuna francesa na região administrativa de Grande Leste, no departamento Alto Reno. Estende-se por uma área de 22,54 km². Em 2010 a comuna tinha 1 059 habitantes (densidade: 47 hab./km²).